# Serixia sandakana
Serixia sandakana là một loài bọ cánh cứng trong họ Cerambycidae.